# Sambunigryna
Sambunigryna – organiczny związek chemiczny z grupy glikozydów cyjanogennych (nitrylozyd) występująca w liściach, kwiatach i nasionach bzu (Sambucus nigra, Sambucus canadensis). Nazwa związku pochodzi od rodzaju Sambucus (bez).